# Lee Smith (scrittrice)
Lee Smith (Grundy, 1º novembre 1944) è una scrittrice statunitense.

## Biografia
Lee Smith è nata il 1º novembre 1944 a Grundy, nello stato della Virginia.
Dopo un B.A. ottenuto all'Hollins College nel 1967, ha lavorato come editor per il Tuscaloosa News e in seguito ha insegnato presso diversi college e varie università.
A partire dal suo esordio nel 1968 con The Last Day the Dogbushes Bloomed, ha pubblicato 14 romanzi, 4 raccolte di racconti e un memoir.
Tra i numerosi riconoscimenti ottenuti si segnalano due O. Henry Award nel 1979 e nel 1981 e il Premio Dos Passos nel 1987.

## Vita privata
Dopo il matrimonio con il poeta James E. Seay dal quale sono nati Josh (morto nel 2003) e Page, ha sposato il giornalista Hal Crowther nel 1985.

## Opere

### Romanzi
- The Last Day the Dogbushes Bloomed (1968)
- Something in the Wind (1971)
- Fancy Strut (1973)
- Black Mountain Breakdown (1980)
- Oral History (1983)
- Family Linen (1985)
- Fair and Tender Ladies (1988)
- The Devil's Dream (1992)
- Saving Grace (1995)
- The Christmas Letters (1996)
- Le ultime ragazze (The Last Girls), Vicenza, Neri Pozza, 2003 traduzione di Gioia Guerzoni ISBN 88-7305-920-1.
- On Agate Hill (2006)
- Guests on Earth (2013)
- Blue Marlin (2020)

### Racconti
- Cakewalk (1981)
- Me and My Baby View the Eclipse (1990)
- News of the Spirit (1997)
- Mrs. Darcy and the Blue-Eyed Stranger (2010)

### Memoir
- Dimestore: A Writer’s Life (2016)

## Premi e riconoscimenti
- Premio Dos Passos: 1987